# Митка, Владас Каролио
Владас Каролио Митка — советский литовский хозяйственный деятель, Герой Социалистического Труда.

## Биография
Родился в 1929 году в Пайстречю. Член КПСС с 1955 года.
В 1952—1990 — тракторист-комбайнёр колхоза «Пушалотас» Пасвальского района Литовской ССР.
Указом Президиума Верховного Совета СССР от 12 декабря 1973 года присвоено звание Героя Социалистического Труда с вручением ордена Ленина и золотой медали «Серп и Молот».
Депутат Верховного Совета Литовской ССР 10-го созыва.
Жил в Литве.

## Награды и звания
- Герой Социалистического Труда (12.12.1973)
- Орден Ленина (12.12.1973)
- Орден Трудового Красного Знамени (08.04.1971)